# 食料保存袋
食料保存袋（しょくりょうほぞんぶくろ）は、一般に食料の保存に用いられる。基本的に、ファスナーなどで密封された状態になるものが多い。安価で買い求めることができる。消費者が行う野菜の冷蔵保存の方法のひとつとして活用が成される。